# Pardela-cinza
A Procellaria cinerea, comummente conhecida como pardela-cinza, é uma espécie de ave marinha, da família dos Procelariídeos,.
Pode ser encontrada na Antártida, na Argentina, Austrália, Brasil, Chile, Uruguai, Moçambique, Namíbia, Nova Zelândia, Peru, África do Sul e também nas lhas Malvinas, ilhas antárticas francesas, ilha de Santa Helena e nas ilhas Geórgia do Sul e Sandwich do Sul.
Os seus habitats naturais são matagais subantárticos e o próprio mar aberto.

## Taxonomia
A pardela-cinza é membro do género Procellaria, e consequentemente é membro da família dos Procelariídeos, e da ordem dos Procellariiformes . 
Enquanto membro dos Procelariiformes, as pardelas-cinzas comungam de certas características de identificativas, nomeadamente as narinas tubulares, que se ligam ao bico superior, chamadas naricórnios, embora as narinas desta pardela fiquem no topo do bico superior. 
Os bicos de Procellariiformes também são únicos por serem divididos em sete a nove placas córneas. Eles produzem um óleo estomacal composto de ésteres de cera e triglicerídeos que é armazenado no proventrículo. Isso pode ser borrifado de suas bocas como uma defesa contra predadores e como uma fonte de alimento rica em energia para filhotes e adultos durante seus longos voos. Finalmente, eles também possuem uma glândula de sal que fica situada acima da passagem nasal e ajuda a dessalinizar seus corpos, devido à grande quantidade de água do oceano que absorvem. Ele excreta uma solução de alta salinidade de seu nariz.
A pardela cinza é chamada em inglês de pediunker, grey shearwater e brown petrel.

## Etimologia
Quanto ao nome científico desta espécie:
- O nome genérico, Procellaria[8], provém do latim científico, e resulta da derivação do étimo latino clássico prŏcella[9], que significa «tempestade» ou «tumulto», por associação desta espécie aos climas tempestuosos.
- O epíteto específico, cinerea[10], também provém do latim clássico, tratando-se de uma declinação do étimo latino cĭnĕrĕus, adjectivo usado para aludir à coloração acinzentada de certas plantas e animais. [11]

Quanto ao nome comum, «pardela-cinza», o substantivo «pardela» constitui uma alusão à coloração pardacenta característica do grupo de aves em que se insere esta espécie. 

## Descrição
A pardela-cinza é uma pardela grande de coloração acinzentada-esbranquiçada e castanha. Em média, chega aos 48 centímetros de comprimento e pesa até um quilo. Tem uma cor cinza-acastanhada no manto, nas costas e nas asas superiores; barriga branca, e as asas e a cauda cinza-acinzentadas; bico verde-amarelo e pés cinza-rosa.

## Comportamento
| Localização            | População            | Encontro: Data | Tendência  |
| Ilha Gough             | Mais de 10.000 pares | 2004           | Diminuindo |
| Tristão total da Cunha | 10.000+              | 1972-1974      |            |
| Ilha Marion            | 1.600 pares          |                |            |
| Ilha Principe Edward   | 2.000 - 5.000 pares  |                |            |
| Ilhas Kerguelen        | 1.900-5.600 pares    | 2006           |            |
| Ilha Crozet            | 5.500 pares          | 2005           |            |
| Ilha de amsterdam      | 10 pares             | 2000           |            |
| Ilha Campbell          | 96 pares             | 2016           |            |
| Ilha Macquarie         | 90 pares             | 2009           | Diminuindo |
| Ilha Antipodes         | 48.960 pares         | 2010           | Diminuindo |
| Total de adultos       | 400.000              | 2004           | Diminuindo |

### Reprodução
A pardela-cinza se reproduz nas ilhas de Tristão da Cunha, Ilha Gough, Ilhas Príncipe Eduardo, Ilhas Crozet, Ilhas Kerguelen, Ilha Macquarie e nas Ilhas Campbell e Antípodas da Nova Zelândia. Ela volta aos seus criadouros em fevereiro e março e constrói uma toca para fazer um ninho. Essas tocas ficam em terreno bem drenado, geralmente entre a grama Poa, normalmente em terreno íngreme. No final de março ou início de abril, ela coloca seu único ovo, com os dois pássaros incubando-o. Após a incubação, o filhote é cuidado por ambos os pais até emplumar entre o final de setembro e o início de dezembro.

### Alimentação
Mergulha de alturas de até 10 metros em busca de comida, principalmente cefalópodes.

## Distribuição e habitat
A pardela-cinza é pelágica e normalmente fica entre 49 ° S e 32 ° S durante a estação de não reprodução. Durante a época de reprodução, forma colônias em várias ilhas. As Ilhas Antípodas, com uma estimativa de 53 000 pares, e a Ilha de Gonçalo Álvares com 10 000 pares possuem as maiores colônias, com outras na Ilha do Príncipe Eduardo, Ilha Marion, Tristão da Cunha, Ilhas Crozet, Ilhas Kerguelen, Ilha de Amsterdã, Ilha Campbell e Ilha Macquarie. Ela tem uma faixa de ocorrência de 68 800 000 de km2.

## Estado e conservação
Não há muitas informações recentes sobre esta ave, mas acredita-se que sua população esteja diminuindo lentamente ou possivelmente rapidamente. Os maiores contribuintes para o seu declínio são: certos predadores introduzidos como gatos, ratazanas e ratos pretos; e a pesca com espinhel, porquanto a pardela-cinza é a ave mais frequentemente apanhada por espinhéis nas águas da Nova Zelândia, com uma estimativa de 45 000 aves nos últimos 20 anos. Além disto, também a pardela-cinza também tem de se haver com predadores autóctones como o weka e o rato doméstico .
Para auxiliar na manutenção ou aumento de sua população, foi colocada no Anexo II do CMS e no Anexo 1 do ACAP uma provisão para protecção desta espécie. A Ilha de Gonçalo Álvares foi declarada Património da Humanidade, em 1995. As Ilhas antípodas, por seu turno, encetaram um observatório de longo prazo desta espécie. Em 2001, as ratazanas foram erradicadas da Ilha Campbell e, em 2006, a SEAFO reforçou os regulamentos de pesca com espinhel.
Estão previstas para o futuro, várias medidas de conservação, das quais se destaca a elaboração de um censo de todos os criadouros; a intensificação dos estudos na Ilha de Gonçalo Álvares relativos a ratos domésticos; e, finalmente, a elaboração da regulamentação de pesca mais rígida, imposta pela FAO, RFMO e ACAP .